# ارجنلی
ارجنلی، روستایی از توابع بخش مرکزی شهرستان کلاله در استان گلستان ایران است.

## جمعیت
این روستا در دهستان زاوکوه قرار دارد و براساس سرشماری مرکز آمار ایران در سال 1391، جمعیت آن1295نفر (220<خانوار) بوده‌است.این روستا در دامنه کوه بیگلو با ارتفاع 2000 متر قرار دارد دارای آب و هوای معتدل بوده و از مناظر طبیعی زیبایی برخوردار است این روستا از طرف جنوب با روستای تنگراه و از غرب با روستای یکه قور مرتبط است